# 綾小路信俊
綾小路 信俊 （あやのこうじ のぶとし）は、室町時代中期の公卿。参議・綾小路敦有の子。官位は従二位・権中納言。綾小路家4代。法名は了信。

## 官歴
注釈のないものは『公卿補任』による
- 応永14年（1407年） 某日：従三位、非参議
- 応永19年（1412年）正月5日：正三位。4月17日：参議
- 応永20年（1413年） 2月1日：兼讃岐権守
- 応永21年（1414年） 3月15日：辞参議
- 応永27年（1420年） 正月5日：従二位
- 応永35年（1428年） 3月30日：権中納言。11月3日：辞権中納言
- 正長2年（1429年） 6月18日：薨去（享年75[1][2]、法名了信[1]）

## 系譜
- 父：綾小路敦有[3][1]
- 母：藤原光遠の娘[1]
- 養子：綾小路有俊（1419-1468以降） - 山科行有の子